# Whitfieldia
Whitfieldia es un género de plantas con flores perteneciente a la familia Acanthaceae.  El género tiene 33 especies descritas y de estas, solo 14 aceptadas.

## Taxonomía
El género fue descrito por William Jackson Hooker y publicado en Botanical Magazine 71: , t. 4155. 1845. La especie tipo es:  Whitfieldia lateritia Hook. 

## Especies
- Whitfieldia elongata (P.Beauv.) De Wild. & T.Durand
- Whitfieldia liebrechtsiana De Wild. & T.Durand
- Whitfieldia preussii (Lindau) C.B. Clarke
- Whitfieldia stuhlmannii (Lindau) C.B. Clarke
- Whitfieldia thollonii R. Benoist